# Citral

E-citral eller geranial.

Z-citral eller neral.

Citral eller 3,7-dimetyl-2,6-oktadienal är en terpenoid och aldehyd med summaformeln C10H16O. Citral finns i två isomera former, på grund av den ena dubbelbindningen. E-isomeren är känd som geranial eller citral A, medan Z-isomeren är känd som neral eller citral B. Gerianal har en kraftig citronarom, medan neral har en mindre kraftig, men sötare arom.
Citral förekommer i oljorna från flera växter. Den finns färdigbildad i citronolja och i apelsinskal samt uppstår vid oxidation av motsvarande alkohol, geraniol.
Citral används som ingrediens i parfymer.